# Marketing d'influence
 (juin 2020).

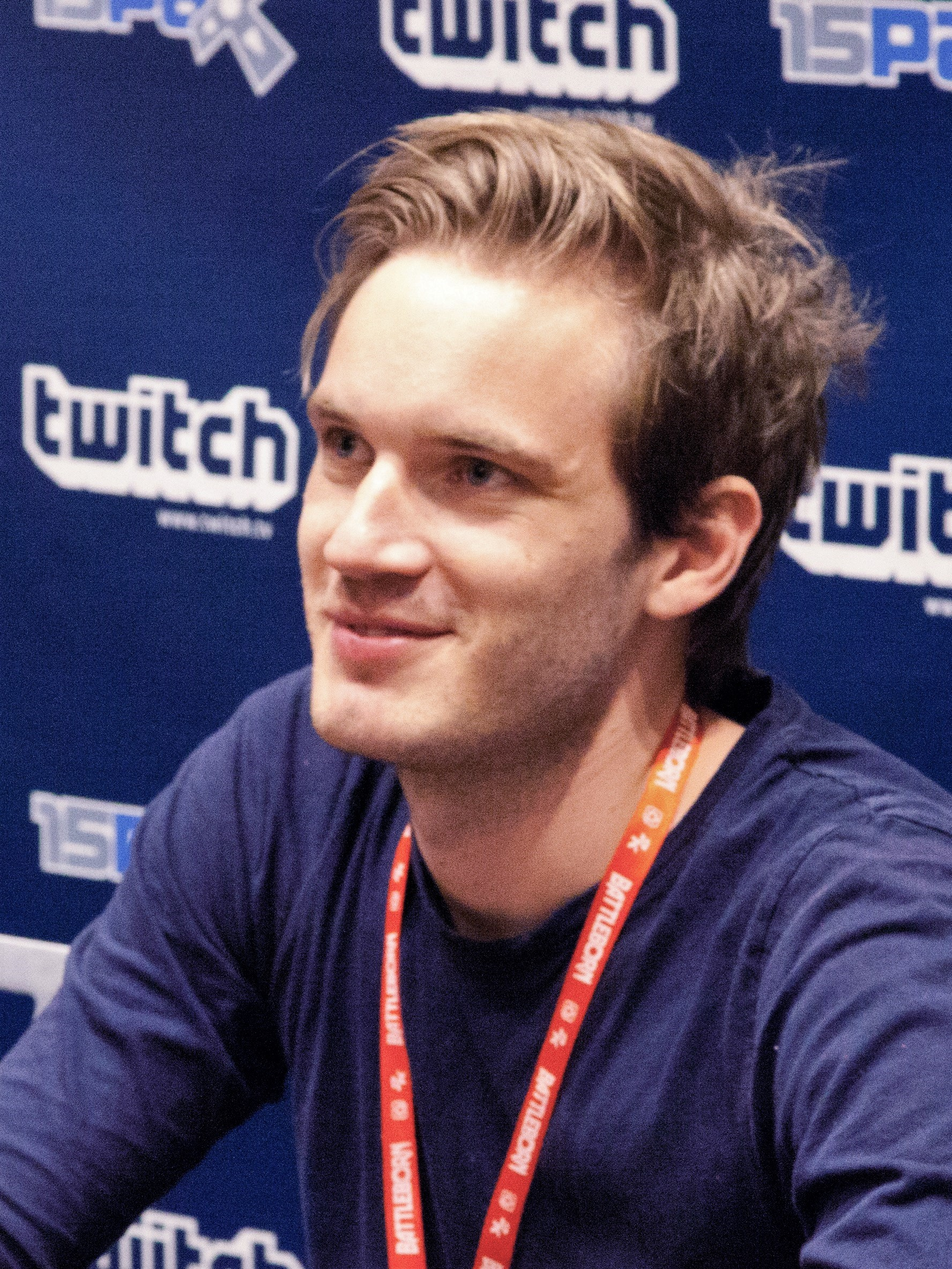
L'influenceur PewDiePie faisant la promotion d'une plateforme de streaming lors de la PAX Prime 2015.

Le marketing d'influence est un type de marketing qui s'appuie sur des leaders d'opinion pour faire la promotion d'un produit ou d'une idéologie. Il correspond à l’identification, à la collecte d’informations, à l’engagement et à la mise en place d’un réseau qui influence le comportement des consommateurs, notamment pendant le parcours client quand le marketing porte sur un produit. Les leaders d'opinion sont des personnalités, des influenceurs ou des sites de références thématiques. Le marketing d'influence identifie alors des individus ou des plateformes susceptibles d'influencer des « cibles » (acheteurs potentiels…) ; il oriente les activités de marketing autour de ces influenceurs. Il est lié à de nombreux domaines tels que le marketing, la vente et le service client en vue de mener à une stratégie similaire.
L’influence est le processus par lequel la façon de penser ou le comportement d’une personne est affectée par l’action d’un tiers. L'influence diffère de la manipulation, qui est une influence dissimulée, et est donc la capacité à causer des effets mesurables ou à changer les impressions ou comportements (définition de Brian Solis).
Un influenceur est un individu pouvant influencer une autre personne ou un groupe de personnes. Cette capacité varie selon sa fréquence de communication, son pouvoir de persuasion et son importance dans le réseau social. Pour définir un influenceur, deux manières sont communément utilisées : en fonction du nombre d'abonnés symbolique de 1 000 abonnés ou en fonction de la rémunération possible dès 20 000 abonnés. De fait, cette augmentation du nombre d’abonnés peut être due à une meilleure accessibilité des réseaux sociaux et cette rémunération professionnalise l’activité des blogueurs sous l’effet de la demande des agences publicitaires et des entreprises. Le bon influenceur n’est pas celui qui a le plus d’abonnés mais celui qui parvient le mieux à faire passer un message et à mobiliser sa communauté. Ainsi, avec le déclin des blogs au profit des réseaux sociaux, le blogueur devient influenceur ou relais d’opinion, une tendance qui apparaît au milieu des années 2010. Selon le recensement de l’État français, le nombre d’influenceurs en France s’élèvent à environ 150 000.

## Influenceur numérique

### Influenceurs et consommateurs
Selon la chercheuse universitaire Carolie Doyle, les influenceurs s'apparentent à des "leaders d'opinion modernes capables de modeler les décisions d'achat" de leurs followers. Toutefois, elle distingue les "microinfluenceurs" proches de leur communauté et perçus comme crédibles et les "macroinfluenceurs" ayant une portée supérieure mais un engagement plus faible auprès de leur communauté. Les influencés sont aussi de profils divers.
Carolie Doyle produit une "théorie des usages et des gratifications" afin de comprendre les motivations des utilisateurs des médias sociaux à suivre des influenceurs. Elle présente quatre facteurs principaux : la distraction, l’information, les relations sociales et l’identification personnelle. De plus, elle se penche sur trois stimuli initiés par les influenceurs d’Instagram qui impactent les pratiques des followers. Premièrement, l’interactivité humaine renvoie à « l’échange bidirectionnel entre l’influenceur et les abonnés » via les commentaires, les likes… Deuxièmement, le design visuel attractif et professionnel d’Instagram a un impact significatif sur les intentions d’achat. Dernièrement, la qualité informationnelle renforce la confiance des abonnés et a un effet positif sur l’attitude des consommateurs. Face à ces trois stimuli et en accord avec leurs quatre principales motivations, les abonnés sont affectés positivement dans leur intention d’achat mais aussi dans leur loyauté envers l’influenceur, notamment grâce à un processus d’identification personnelle.
Dans Les influenceurs et leurs impacts sur les choix des consommateurs dans le contexte d’Instagram, elle montre que ce sont principalement le design visuel et la qualité informationnelle qui influencent l’intention d’achat des produits promotionnels chez les abonnés, tandis que l’interactivité de l’influenceur ne semble pas avoir d’impact significatif. De plus, elle explique que l’interactivité, bien qu’elle ne soit souvent perçue comme décisive pour fidéliser les abonnés, ne montre en réalité aucune relation significative avec l’intention d’achat ou la loyauté envers l’influenceur, contrairement à la distraction. Selon la chercheuse, pour maximiser l’impact des influenceurs, les marques doivent favoriser des collaborations à long terme avec des influenceurs capables de maintenir une loyauté forte auprès de leur audience.

### Visibilité de l’influenceur par les entreprises
Initialement, le développement d’Internet mène à l’avènement du blog qui popularise le partage d’opinion mais à une échelle réduite pour des raisons pratiques. Puis, avec l’arrivée de Facebook et des réseaux sociaux, les influenceurs sont devenus omniprésents dans la vie quotidienne, créant ainsi la place pour les influenceurs numériques qui gagnent en visibilité, en instantanéité et en proximité aux yeux des utilisateurs. Ainsi, ils deviennent médiateurs entre l’entreprise et leur communauté.
Les réseaux sociaux sont des plateformes dont les modalités de fonctionnement permettent le développement de l'audience des influenceurs. Ces-derniers peuvent profiter de leur notoriété auprès de leurs followers pour obtenir des avantages personnels en concluant des partenariats rémunérés ou non avec des marques. Ainsi, ils reçoivent des récompenses en échange de leurs pratiques promotionnelles pour enjoindre les followers à acheter les produits vendus par les marques.
Une personne gagne de l’influence sur les réseaux sociaux grâce à un travail constant afin d'accroître son audience. Ses followers relayent alors ses contenus, qui leur paraissent pertinents et attrayants, ce qui permet à l'influenceur de prendre de l'importance sur la plateforme. Cette vision plaît aux marques préférant se baser sur l’authenticité et la pérennité du travail d’un influenceur et du rôle du personnage.
Le contenu créé (ou relayé) par les influenceurs peut être présenté comme une recommandation où ils jouent le rôle d'un potentiel client ou d'un tiers. Les tierces parties font soit partie de la chaîne d'approvisionnement (magasins, distributeurs, fabricants, etc.), soit sont des influenceurs à valeur ajoutée (journalistes, universitaires, analystes du secteur, conseillers professionnels, etc.).

### Fonctionnement du Marketing d’influence
L'activité d’influenceur s’est développée avec le rejet de la publicité et des marques par les consommateurs. Par exemple, en 2018, 25.2% des internautes aux États-Unis ont bloqué les publicités sur leurs appareils. De nos jours, les marques n’hésitent pas à adopter des stratégies de communication mixtes pour atteindre les consommateurs dans différentes étapes de leur parcours d’achat, notamment en adoptant les leviers digitaux et en faisant confiance aux consommateurs pour promouvoir la marque.
Kantar Media (TGI France 2024) indique que 72 % des 15-34 ans utilisent quotidiennement les réseaux sociaux, avec un temps moyen de 41 minutes sur YouTube chez les 15-49 ans, dépassant désormais la télévision traditionnelle.
L'influenceur touchant un avantage d'une marque (produit gratuit ou rémunération), doit communiquer de façon transparente sur cet avantage, pour ne pas tomber dans le cadre des pratiques commerciales trompeuses. Le marketing d'influence est donc soumis à des règles strictes de transparence aussi bien juridiques que celles apportées par des organismes professionnels comme l'ARPP.

## Activités des créateurs de contenu
Les études, montrent que l'activité des créateurs digitaux consiste à produire et à partager leur contenu touchant un domaine en particulier (voyages, mode, sport...) tout en utilisant certaines aptitudes artistiques et techniques pour illustrer ce fait sur les réseaux sociaux.
Dès qu'un influenceur a atteint un nombre significatif d'abonnés, autrement dit followers, les spécialistes du marketing tentent généralement d'entrer en contact avec lui afin de faire connaître leurs marques sur les médias sociaux en vue d'accroître leur visibilité et leurs ventes à travers les influenceurs : sous un contrat, un influenceur doit utiliser ses compétences pour créer des publications et promouvoir le produit auprès des abonnés de l'influenceur. En échange de cela, l'influenceur peut être rémunéré pour ce travail.

### Objectif marketing
Le choix de l’influenceur par les marques ne devrait pas être uniquement basé sur le nombre de followers. Certaines catégories d’influenceurs peuvent leur correspondre plus que d’autres suivant l’objectif marketing à atteindre.
Pour recommander un produit, il faut cibler les consommateurs. Pour cela, il faut se tourner vers des nano-influenceurs au faible nombre d'abonnés mais dont les activités sont très ciblées. Les nano-influenceurs aspirent souvent à élargir leur réseau d’abonnés, en attirant de nouveaux followers, donc ils ont besoin de contenus intéressants. Par conséquent, cette catégorie d'influenceurs n’hésite pas à faire plusieurs posts pour promouvoir un seul produit, en faisant semblant d'être sponsorisés par une marque à long terme. Certains d'entre-eux sont même prêts à poster des contenus gratuitement.
De grandes marques, telles que Johnson & Johnson, déçues par un faible retour sur investissement après avoir collaboré avec un macro-influenceur, se tournent de plus en plus vers les nano, micro et mid influenceurs. En effet, pour le lancement de la campagne Clean & Clear en 2019, Johnson & Johnson a choisi des influenceurs peu connus, mais qui sont reconnus pour leur authenticité auprès du public. Cette campagne a aidé à accroître les ventes de Clean & Clear de 19% depuis son lancement en février 2019, d’après la marque.
Pour crédibiliser un produit, le meilleurs choix est de se tourner vers les experts dans un domaine : les micro-influencers. D'après une étude réalisée par Markerly, une agence de marketing d'influence américaine, c'est eux qui sont les mieux placés pour susciter un engagement et atteindre un large public. En comparaison, ils génèrent plus de commentaires et de likes que les influenceurs dont le nombre de followers est plus élevé. Ainsi, le taux de likes des pages comptant plus de 10 millions d'abonnés est de 1,6%, contre 8% pour ceux ayant moins de 1 000 abonnés.

## Faux contenus et fraude
L'influenceuse américaine Gabbie Hanna a publié en 2019 des photos et stories simulant son voyage à Coachella et a par la suite publié une vidéo expliquant que tous les contenus avaient été photoshopés : elle prouve ainsi que les plateformes sociales peuvent être trompeuses.
Cependant certains types de faux contenus génèrent le buzz sur les réseaux sociaux, à l'image de la polémique autour des robots-influenceuses. Elles s'appellent Miquela, Blawko, Bermudaisbae ou encore Shudu Gram et sont des images de personnages synthétisés qui fédèrent un grand nombre de followers (2,4 millions pour Miquela). Leurs followers agissent comme si ces robots étaient des êtres humains, cependant de nombreux experts comme Michael Stora, cofondateur de l’observatoire des Mondes numériques en sciences humaines, dénoncent l'émergence de ces influenceurs-robots arguant qu'ils sèment une confusion dans l'esprit des jeunes audiences dans le but d'utiliser les données des followers pour les inciter à consommer.
Le marketing d'influence connaît une forte croissance depuis l'apparition des réseaux sociaux. En 2025, les plateformes sociales comptent des milliards d'utilisateurs actifs (Facebook : 3,07 milliards, Instagram : 2 milliards), ce qui rend la gestion des faux comptes et contenus encore plus complexe. Les faux comptes, faux influenceurs et faux commentaires constituent un « grand marché parallèle ».

## Controverse
De nombreux influenceurs présents sur les réseaux sociaux se servent de leur notoriété pour obtenir des partenariats avec des marques et sont rémunérés pour tester et promouvoir des produits à leurs followers. Souvent, cette publicité qui ne dit pas son nom est alors controversée en raison des dérives qu’elle induit : manipulation d’un public souvent jeune et influençable, incitation à la surconsommation, promotion de produits dangereux, apologie de la chirurgie esthétique…
La question de la régulation légale du marketing d’influence sur les réseaux sociaux fait depuis longtemps l’objet de débats et de réflexions : dès 2017, des efforts d’auto-régulation avaient été entamés avec le Code de Déontologie de l’Autorité de Régulation Professionnelle de la Publicité (ARPP), exigeant que les contenus sponsorisés soient clairement identifiables pour les consommateurs. Ces contrôles ont été renforcés en 2021 sous l’impulsion conjointe de l’ARPP, de la Direction Générale de la Concurrence, de la Consommation et de la Répression des Fraudes (DGCCRF) et d’associations de consommateurs, notamment l’Union Nationale des Associations Familiales (UNAF). Cela aboutit au lancement du Certificat d’Influence Responsable visant à responsabiliser et à former les influenceurs aux règles en vigueur.
Toutefois c’est en mai 2022, alors qu’éclate la polémique entre le rappeur Booba et la fondatrice de l'agence de gestion d'influenceurs Shauna Events, Magali Berdah,, que l’attention médiatique se focalise sur la question du marketing d’influence. En effet, le rappeur accusait Magali Berdah et plusieurs influenceurs qu’elle représentait de promouvoir des produits frauduleux ou de mauvaise qualité sans mentionner les partenariats commerciaux. Cet évènement incite alors le Ministère chargé de l’Économie et certains parlementaires à vouloir encadrer et mieux réguler ce marketing d’influence. À partir de la fin de l’année 2022, de “réunions de travail” ont été organisées à Bercy pendant plusieurs mois entre l’ensemble des parties prenantes de ce débat pour réfléchir aux moyens de réguler cette industrie. Ainsi, les représentants des influenceurs et des marques notamment l’Union des Métiers de l’Influence et des Créateurs de Contenu (UMICC) et l’Union des Marques, les plateformes de diffusion et les institutions publiques chargées de la régulation des pratiques commerciales sur Internet se sont réunis afin de parvenir à un consensus sur un cadre légal bénéfique pour chacun.
En parallèle, un proposition de loi visant à répondre à ce “manque de transparence et de sincérité sur le caractère commercial des publications” est élaborée en janvier 2023 par Stéphane Vojetta, député Renaissance élu en 2021 et Arthur Delaporte, député socialiste. Débattue dans l’hémicycle dès le mois de février 2023, le texte de loi transpartisan a alors été voté à l'unanimité au Parlement, donnant naissance à la loi “visant à encadrer l’influence commerciale et à lutter contre les dérives des influenceurs sur les réseaux sociaux” promulguée le 9 juin 2023.
Dès lors, cette loi a de nombreuses conséquences sur le marketing d’influence en France : selon l’Observatoire de l’Influence, 71 % des contenus sont conformes au Certificat d’Influence Responsable de l’ARPP au deuxième semestre de 2023, contre 59 % au premier semestre. Par ailleurs, la DGCCRF crée une brigade de 15 agents chargée de la gestion de l’influence commerciale, permettant ainsi une meilleure transparence des contenus et contribuant à créer un environnement plus professionnel et responsable pour les pratiques d'influence. Enfin, avec l'établissement de règles claires, il devient possible de saisir les tribunaux pour agir dans l'intérêt collectif, permettant ainsi d'intervenir si les textes ne sont pas appliqués correctement.
Cependant, bien que cette loi permet de “mettre des règles là où régnait surtout, pour l’instant, la loi de la jungle” selon Arthur Delaporte, Stéphane Vojetta rappelle sur BFM TV en juin 2023 qu’elle n’est qu’une “première étape” dans la “sécurisation de l’espace numérique”.
Enfin, grâce à cette loi, la France devient pionnière dans le domaine de la régulation du marketing d’influence sur les réseaux sociaux. Initialement mal reçue par la Commission européenne, qui y voyait un empiètement sur le Digital Services Act, cette loi a été ensuite mentionnée dans le rapport Fairness of Digital Market en y reconnaissant que les standards de la loi française sur les influenceurs devraient être généralisés au niveau européen.